# Veria
Veria (græsk: Βέροια or Βέρροια), officielt translittereret Veroia, historisk også stavet Berea eller Berœa, er en by i Centralmakedonien, i den geografiske region Makedonien, det nordlige Grækenland, som er hovedstad i den regionale enhed Imathia. Den ligger 511 kilometer nordnordvest for hovedstaden Athen og 73 km vest-sydvest for Thessaloniki.
Selv efter Grækenlands standarder er Veria en gammel by; første gang nævnt i Thukydids skrifter i 432 f.Kr., er der tegn på, at det var befolket så tidligt som 1000 f.Kr. Veria var en vigtig besiddelse for Filip II af Makedonien (far til Alexander den Store) og senere for romerne. Apostlen Paulus holdt en berømt prædiken i byen, og dens indbyggere var blandt de første kristne i imperiet. Senere, under de byzantinske og osmanniske imperier, var Veria et centrum for græsk kultur og læring. I dag er Veria et kommercielt centrum i det Centralmakedonien, hovedstaden i den regionale enhed Imathia og sæde for en græsk kirkes storbybiskop i den ortodokse kirke i Konstantinopel.
Det omfattende arkæologiske område Vergina (det gamle Aegae, den første hovedstad i Makedonien), et UNESCOs verdensarvssted, der indeholder Filip II af Makedoniens grav, ligger 12 km sydøst for Verias centrum.

## Geografi
Veria ligger ved den østlige fod af Vermio-bjergene. Den ligger på et plateau i den vestlige udkant af den Centralmakedonske slette nord for Haliacmon-floden. Byen ligger på begge sider af Tripotamos (flod), en biflod til Haliacmon, der leverer vandkraft til det nationale el-transmissionsnet og kunstvandingsvand til landbrugskunder på Veria-sletten.

## Galleri
- Paulus' alter
- Statue af Paulus
- Den byzantinske opstandelseskirke
- Dormition fresco (1315) af Georgios Kalliergis i Opstandelseskirken
- Udsigt over Barabuta, det jødiske kvarter
- Sankt Kiriqos og Ioulitta byzantinske kirke.
- Kristus-fresko af Georgios Kalliergis (1315) i Opstandelseskirken
- Fresco i den gamle bydel
- Sankt Antonios kirke (19.)
- Traditionel kjole